# Coporaque (Arequipa)
Coporaque es una localidad peruana, capital del distrito homónimo ubicada en la provincia de Caylloma en el departamento de Arequipa. Se encuentra a una altitud de 3583 m s. n. m. Tiene una población de 852 habitantes en 1993.
La ciudad de Coporaque fue declarado monumento histórico del Perú el 30 de julio de 1986 mediante el R.M. N° 329-86-ED.

## Clima
| Parámetros climáticos promedio de Coporaque | Parámetros climáticos promedio de Coporaque | Parámetros climáticos promedio de Coporaque | Parámetros climáticos promedio de Coporaque | Parámetros climáticos promedio de Coporaque | Parámetros climáticos promedio de Coporaque | Parámetros climáticos promedio de Coporaque | Parámetros climáticos promedio de Coporaque | Parámetros climáticos promedio de Coporaque | Parámetros climáticos promedio de Coporaque | Parámetros climáticos promedio de Coporaque | Parámetros climáticos promedio de Coporaque | Parámetros climáticos promedio de Coporaque | Parámetros climáticos promedio de Coporaque |
| Mes                                         | Ene.                                        | Feb.                                        | Mar.                                        | Abr.                                        | May.                                        | Jun.                                        | Jul.                                        | Ago.                                        | Sep.                                        | Oct.                                        | Nov.                                        | Dic.                                        | Anual                                       |
| ------------------------------------------- | ------------------------------------------- | ------------------------------------------- | ------------------------------------------- | ------------------------------------------- | ------------------------------------------- | ------------------------------------------- | ------------------------------------------- | ------------------------------------------- | ------------------------------------------- | ------------------------------------------- | ------------------------------------------- | ------------------------------------------- | ------------------------------------------- |
| Temp. media (°C)                            | 10.9                                        | 11.2                                        | 10.7                                        | 10                                          | 8.5                                         | 7.9                                         | 6.6                                         | 6.9                                         | 8.8                                         | 9.9                                         | 10.3                                        | 10.8                                        | 9.4                                         |
| Temp. mín. media (°C)                       | 3.7                                         | 4.2                                         | 3.7                                         | 1.6                                         | -1.1                                        | -1.9                                        | -4                                          | -4.3                                        | -1.3                                        | -0.2                                        | 0.6                                         | 2.6                                         | 0.3                                         |
| Fuente: climate-data.org                    |                                             |                                             |                                             |                                             |                                             |                                             |                                             |                                             |                                             |                                             |                                             |                                             |                                             |

## Lugares de interés
- Capilla San Sebastián[5]
- Templo Santiago Apóstol De Coporaque[6]
- Ruinas De Pucara[7]
- Laguna De Choccpayo[8]
- Fortaleza Militar De Pumachiri[9]
- Conjunto Arqueológico De Tunza[10]
- Conjunto Arqueológico De San Antonio[11]
- Centro Artesanal Sumaq Llankay De Coporaque[12]
- Aguas Termales De Sallihua[13]